# 中国病理生理学会
中国病理生理学会是中华人民共和国病理生理科技工作者组成的全国性、学术性、非营利性社会团体，由中国科学技术协会主管，1985年3月成立。